# Parbuluan V
Parbuluan V is een bestuurslaag in het regentschap Dairi van de provincie Noord-Sumatra, Indonesië. Parbuluan V telt 1263 inwoners (volkstelling 2010).